# شهرستان عمادیه

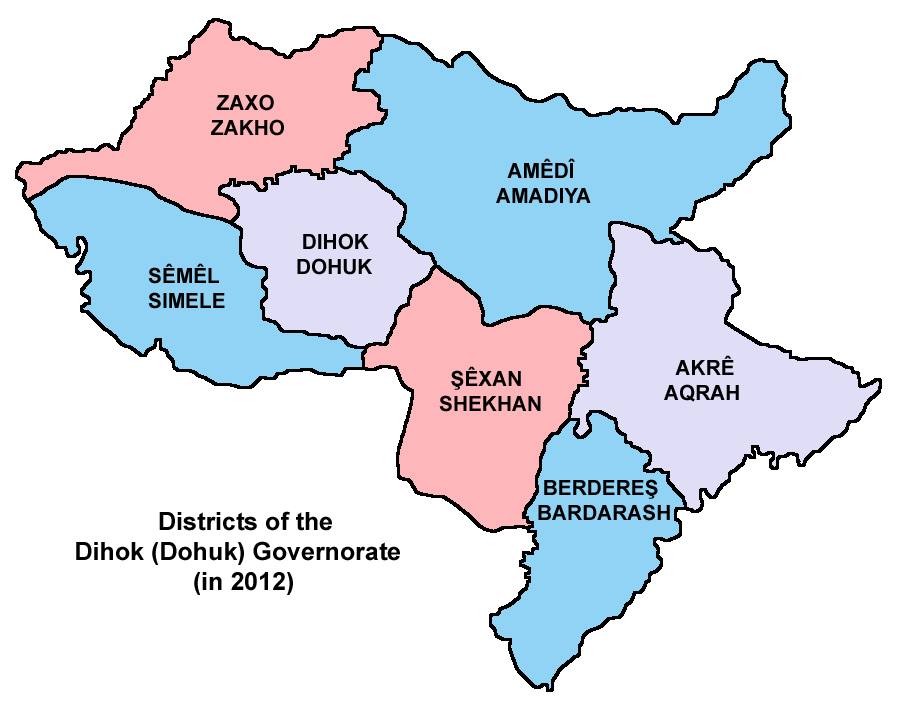
نمایی از نقشهٔ شهرستان عمادیه در استان دهوک، کردستان عراق - ۲۰۱۴

شهرستان عمادیه یکی از چهار شهرستانی است که استان دهوک را در کردستان عراق می‌سازد.